# بنیادکندی
بنیادکندی یکی از روستاهای استان آذربایجان شرقی است که در دهستان چاراویماق شرقی بخش شادیان شهرستان چاراویماق واقع شده‌است.این روستا ۱۵۶ نفر جمعیت دارد.